# Paranannopus atlanticus
Paranannopus atlanticus är en kräftdjursart som beskrevs av Coull 1973. Paranannopus atlanticus ingår i släktet Paranannopus och familjen Pseudotachidiidae. Inga underarter finns listade i Catalogue of Life.